# Leonard Shlain
Leonard Shlain, född 28 augusti 1937, död 11 maj 2009, var en amerikansk hjärnkirurg, samt författare till tre böcker med idéhistoriskt tema. Den första släpptes 1991 och heter Art and Physics: Parallel Visions in Space, Time and Light och undersöker relationerna mellan västerländsk konst och fysik. 1999 släpptes Shlains andra bok, The Alphabet versus the Goddess: The Conflict between Word and Image, där han diskuterar hur skrivkonsten förändrat västerländskt tänkande mot en linjär, kausal, logisk och mansdominerande kultur. I sin senaste bok, 2004 års Sex, Time and Power: How Female Sexuality Shaped Human Evolution, beskriver Shlain den västerländska sexualitetens historia och hur den har påverkat, och förändrat, den västerländska kulturen. Han arbetade även på en bok med titeln Leonardo's Brain: Left/Right Roots of Creativity.
Shlain bodde i Mill Valley i Marin County i Kalifornien och höll regelbundna föreläsningar om ämnen relaterade till hans böcker.